# Młyński Staw (jezioro koło osady Janowo)
Młyński Staw (Janówek, Janowski Staw, niem.: Johannisthaler Mühlenteich, Mühlen Teich) – jezioro w Polsce położone w województwie warmińsko-mazurskim, w powiecie szczycieńskim, w gminie Szczytno, ok. 4 km. na zachód od granicy miasta, przy miejscowości Janowo, przy drodze krajowej nr 58. Podobną nazwę nosi inny sztuczny zbiornik położony na wschód Szczytna – Młyński Staw.

## Dane
- powierzchnia: 20,8 ha
- głębokość maksymalna: 4–5 m
- pojemność: 90 tys. m²
- Podstawowe cieki wodne:
  - na północnym krańcu wpływa rzeka Saska z Sasku Wielkiego
  - na południowym krańcu wypływa rzeka Saska, następnie łączy się z Sawicą i wpływają do Jeziora Sędańskiego

## Opis
Staw jest rozlewiskiem rzeki Saska powstałym za pomocą jazu piętrzącego w miejscowości Janowo. Zbiornik istniał prawdopodobnie naturalnie, spiętrzenie znacznie go rozszerza. Jaz jest bardzo charakterystyczną budowlą stojącą przy samej drodze i doskonale z niej widoczną. Spiętrza wodę o ponad 2 metry. Dno jeziora muliste, miejscami piaszczyste. Bogata roślinność wodna. Brzegi porośnięte lasem. W jeziorze zalega wiele zatopionych drzew (działalność bobrów). Zbiornik co kilka lat jest w całości spuszczany. Młyński Staw znajduje się na obszarze Natura 2000.

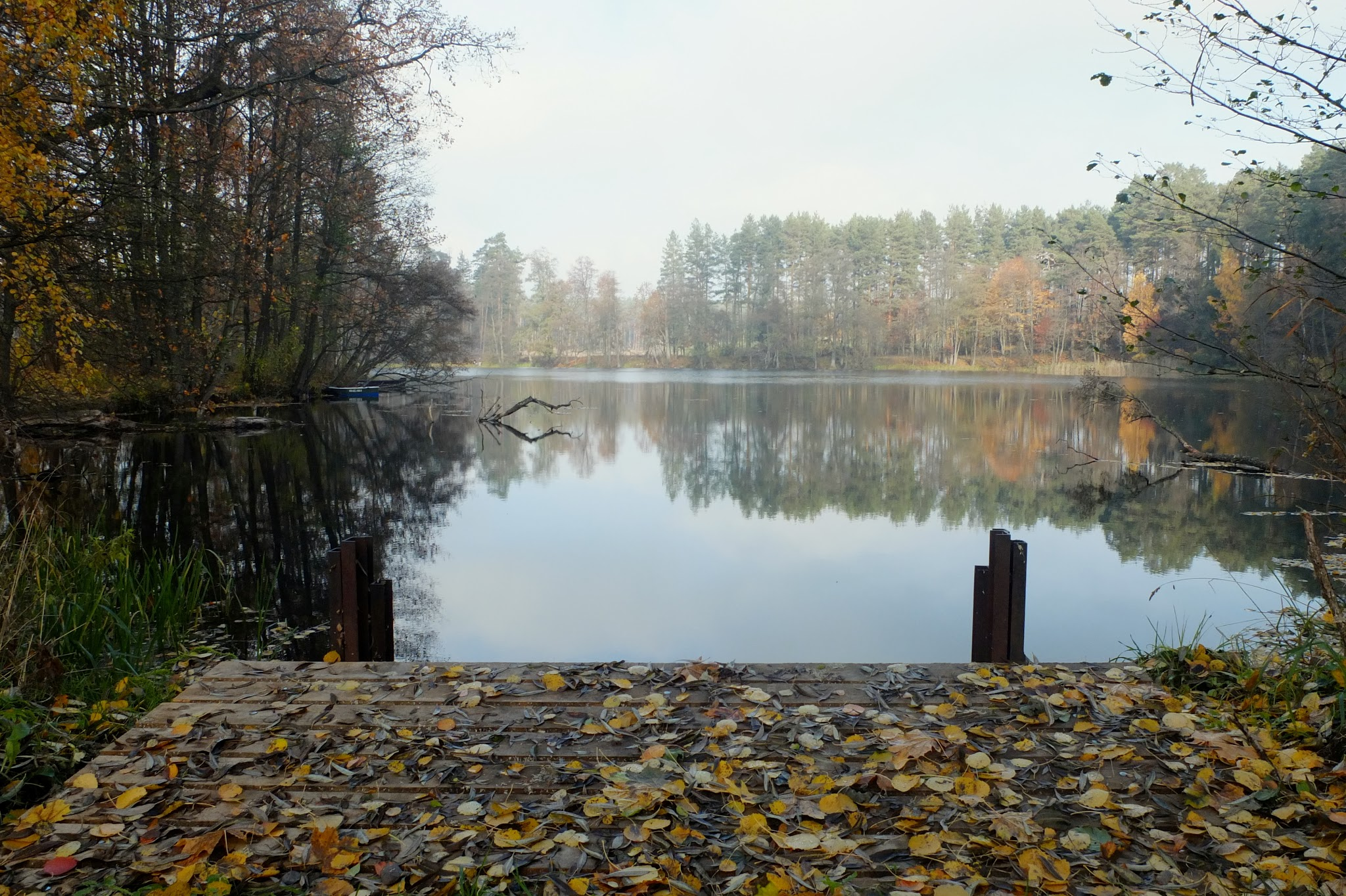
Jezioro Młyński Staw od strony Janowa